# Zuata (Zuata)
Pour les articles homonymes, voir Zuata.
Zuata est la capitale de la paroisse civile de Zuata de la municipalité de José Gregorio Monagas dans l'État d'Anzoátegui au Venezuela.